# Alexis Kanner
Alexis Kanner (* 2. Mai 1942 in Bagnères-de-Luchon; † 13. Dezember 2003 in London, England) war ein britischer Schauspieler.

## Leben
Kanner wurde im besetzten Frankreich geboren. Seine Familie flüchtete im April 1944 nach Kanada, wo er in Montreal aufwuchs. In den späten 1950er Jahren zog er nach England, wo er sich 1961 der Royal Shakespeare Company anschloss. In den 1960er Jahren war er zunächst in kleineren Filmrollen und Gastrollen in verschiedenen britischen Fernsehserien zu sehen. 1966 hatte er eine wiederkehrende Rolle als Detective Constable Matt Stone in Task Force Police. 1967 kehrte er für die Hauptrolle im kanadischen Spielfilm The Ernie Game kurz zurück nach Montreal. Im darauf folgenden Jahr spielte er in zwei Folgen der britischen Serie Nummer 6. Es folgten weitere Spielfilmrollen an der Seite von Roger Moore, Bette Davis und Michael Redgrave, bevor er für ein weiteres Filmprojekt erneut nach Kanada zurückkehrte. In Mahoney’s Estate spielte er neben Sam Waterston und Maud Adams; den Soundtrack  steuerten Ronnie Lane und Ron Wood bei. Als Ko-Drehbuchautor und unter eigener Regie produzierte Kanner 1981 den Film Kings and Desperate Men in Zusammenarbeit mit Patrick McGoohan. Kanner spielt einen Terroristen, der einen von McGoohan dargestellten Radio-Talkshow-Moderator als Geisel nimmt, um eine politische Botschaft zu verbreiten. Seinen letzten Spielfilmauftritt hatte er 1988 an der Seite von David Birney in Black Nightfall, einem auf einer Kurzgeschichte von Isaac Asimov basierenden Science-Fiction-Film. 1996 ließ sich Kanner in London nieder, wo er 2003 verstarb. Kanners letzte Ruhestätte befindet sich als Nachkomme einer jüdischen Familie auf dem Ölberg-Friedhof in Jerusalem.

## Filmografie (Auswahl)
- 1959: BBC Sunday-Night Theatre (Fernsehserie)
- 1961: Deadline Midnight (Fernsehserie)
- 1962: Reach for Glory
- 1963: Armchair Theatre (Fernsehserie)
- 1964: Simon Templar (The Saint, Fernsehserie)
- 1965: Die amourösen Abenteuer der Moll Flanders (The Amorous Adventures of Moll Flanders)
- 1966: Task Force Police (Softly, Softly, Fernsehserie)
- 1967: The Ernie Game
- 1968: Nummer 6 (The Prisoner, Fernsehserie)
- 1969: Tödlicher Salut (Crossplot)
- 1970: UFO (Fernsehserie)
- 1970: Das Durchgangszimmer (Connecting Rooms)
- 1981: Kings and Desperate Men
- 1988: Black Nightfall (Nightfall)